# Eskimo-Wörter für Schnee
Eskimos haben viele Wörter für Schnee ist ein moderner Mythos. Er wurde im frühen 20. Jahrhundert durch Wissenschaftler etabliert und wurde danach medial popularisiert.
Zurück geht dieser Mythos auf Franz Boas im Jahr 1911. Tatsächlich ist dies jedoch ein Irrtum. Weder gibt es eine Eskimosprache noch haben die existierenden Sprachen im Vergleich zu anderen Sprachen besonders viele Wörter für Schnee, es sind nicht mehr als in anderen Sprachen. Außerdem haben auch andere Sprachen viele Wörter für Schnee.

## Geschichte
Der Ethnologe und Sprachwissenschaftler Franz Boas erwähnte dieses Thema erstmals 1911 in einem Abschnitt in seinem Handbook of North American Indians. Boas gibt dort an, dass es verschiedene Wörter für Schnee gibt (aput Schnee, der bereits auf der Erde liegt, qana Schnee, der gerade fällt, piqsirpod Schneetreiben und qimuqsuq Schneeverwehung).  Boas war Kulturrelativist und wollte unter anderem mit diesem Beispiel zeigen, wie verschiedene Völker sich ihrer Lebensumwelt sprachlich anpassen und die phänomenale Welt über die Sprache unterschiedlich klassifizieren. Er kontrastierte sie mit Englisch snow, mit dem alle diese Erscheinungen bezeichnet werden können. Er betonte dabei allerdings weniger die terminologische Vielfalt als vielmehr die Tatsache, dass im Eskimo ein allgemeiner Oberbegriff fehlt, unter den alle diese Schneearten taxonomisch subsumiert werden können. Dasselbe gelte im Eskimo auch für den Unterschied von Trinkwasser und Salzwasser und das Fehlen eines Allgemeinbegriffs für Wasser. Damit wollte er zeigen, dass sich in dem Vokabular der verschiedenen Sprachgemeinschaften Züge ihrer kommunikativen Interessen widerspiegeln. In diesem Zusammenhang wird das Thema 1940 auch von Benjamin Whorf, einem der namensgebenden Vertreter der Sapir-Whorf-Hypothese, angeführt, um das Verhältnis von Sprache und Weltsicht neu zu bestimmen. Boas’ eigentlich nur zwei Wörtern für Schnee fügte Whorf weitere Wörter hinzu. Diese Überlegungen wurden von der Öffentlichkeit aufgegriffen und immer weiter popularisiert und dabei verändert. Im Laufe der Zeit vermehrte sich die vermeintliche Anzahl der Wörter für Schnee im vermeintlichen Eskimo auf 9, 48, 100 oder 200 Wörter. Erst der Linguist Geoffrey Pullum wies auf diese Irrtümer hin. 

## Hintergrund
Die eskimo-aleutische Sprachfamilie umfasst eine ganze Reihe von Sprachen, die im Norden Kanadas, in Alaska, Sibirien und Grönland gesprochen werden. Die Anzahl der Wörter für Schnee variiert hierbei je nach Einzelsprache. Für die Sprache Yupik zum Beispiel wird eine Zahl von ca. 24 lexikalischen Einheiten angesetzt, die aber teilweise durch Wortbildung aufeinander bezogen sind (wie im Deutschen Schnee und Pulverschnee). Es gibt jedoch keinen Allgemeinbegriff wie Schnee, der ausnahmslos alle diese Erscheinungsformen gefrorenen Wassers unter einen Oberbegriff subsumiert (vergleichbar mit dem Fehlen eines nichtzusammengesetzten Oberbegriffs für „Eis“ und „Schnee“).
Im Grönländischen existieren folgende drei semantische Allgemeinbegriffe (Kategorien), wobei innerhalb des ersten (teils durch ableitende Wortbildung) weiter differenziert werden kann:
- aput „Schnee am Boden“ (< api.voq „schneien“ + -ut Nomen acti/loci/instrumenti)
  - aperlaaq „Neuschnee“ (< api.voq + -er.poq Privativ + -laaq Diminutiv)
  - aput aqitsoq „loser Schnee“ (< aqip.poq „weich“ + -toq PPA)
  - aput aajuitsoq „Firnschnee“ (< aap.poq „schmelzen“ + -juip.poq „niemals“ + -toq PPA)
  - aput qaasinartoq „feuchter Schnee“ (< qaas.er.poq „feucht“ + -nar.poq Resultativ-Passiv + -toq PPA)
  - manngeqqak, manngertaq „Harsch“ (< mannger.poq „hart“ + -taq PPP)
  - qinoq „Schneematsch“
  - apusineq „Schneeverwehung, Wächte“ (aput + -si.voq „werden zu“ + -neq nom.abstr.)
  - apussarineq „hoher Schnee“ (aput + -sar.poq hab. + -neq nom.abstr.)
  - maagaliornartoq „Tiefschnee“ (< maagar.poq „im Schnee einsinken“ + -lior.poq „herstellen“ + -nar.poq Resultativ-Passiv +-toq PPA)
- qanik „fallender Schnee, Schneeflocken“
- sullarneq „Schneegestöber“ (< sullap.poq „mit Schnee gefüllt“ + -neq nom.abstr.)

Im Alaska-Yupik finden sich folgende Wörterbucheinträge für „Schnee“:
- aniu „Schnee am Boden“
- apun „Schnee am Boden“
- qanikcaq „gefallener Schnee am Boden“ (< qanuk „Schneeflocken“)
- kanevvluk „leichter Schnee“
- muruaneq „weicher Tiefschnee“
- natquik „Schneewehe“
- nevluk „klebriger Schnee“
- qanisqineq „Schnee auf dem Wasser“
- qetrar „Harsch“
- utvak „Schneeblock“
- navcaq „Schneeverwehung, Wechte“
- nutaryuq „Neuschnee“

Eine solche Anzahl von verschiedenen Bezeichnungen ist angesichts der meteorologischen Erscheinungsformen von Schnee nicht ungewöhnlich (vgl. Schnee#Schneearten). Das Wortfeld Schnee umfasst daher auch in anderen Sprachen etliche Wörter, die aber vor allem im nicht-ländlichen Kontext weniger bekannt sind. Im Deutschen unterscheidet man etwa sowohl nach Alter des Niederschlages – Neuschnee (maximal drei Tage alt) und Altschnee – sowie nach seiner Konsistenz, z. B. Pulverschnee (locker, unter null Grad gefallen), Harsch (überfrorener Pulverschnee), Bruchharsch (eine besonders massive Schicht aus Eisschnee), Pressschnee (an Hängen, meist durch Wind angewehter und verfestigter Schnee), Triebschnee (Schnee, der verweht wird), Pappschnee oder Feuchtschnee, Sulzschnee (nass und schwer), Schneematsch oder Faulschnee (gemischte Konsistenz ohne Zusammenhalt), Grieseln (ganz leichter Schneefall),  Graupel (wiederholt gefrorener, körniger Schnee) und Firn (mindestens ein Jahr alt, wiederholt gefroren). Weiter gibt es die Wörter Lawine, Wechte und Schneewehe. Dazu kommen weitere Unterschiede zwischen den schweizerdeutschen und bairischen (und darin eingeschlossen den österreichischen) Dialekten.
Auch das Englische hat mehr als nur ein einziges Lexem für schneebezogene Konzepte (snow, slush, sleet, blizzard usw.).
Sämtliche eskimo-aleutischen Sprachen sind polysynthetische Sprachen. Das bedeutet, dass viele Konzepte, die in nicht-polysynthetischen Sprachen nur auf phrasaler Ebene ausgedrückt werden können, in diesen Sprachen via multipler Affigierung durch ein einziges Wort realisiert werden. So gibt es im Deutschen etwa keine andere Möglichkeit, als beispielsweise phrasale Kombinationen wie Schnee, der zu schmelzen begonnen hat zu verwenden, um den gewünschten Inhalt auszudrücken. In eskimo-aleutischen Sprachen kommen solche Einheiten in der Regel als ein einziges, komplexes Wort daher. Die Anzahl der einfachen Wörter für „Schnee“ wird dadurch nicht erhöht, solche komplexen Wörter sind immer auf einfache lexikalische Wurzeln zurückführbar, deren Anzahl nicht signifikant höher ist als in anderen Sprachen. Diese Unterschiede sind auf den Sprachtyp zurückzuführen.
Eine große Anzahl an Ausdrucksformen für Schnee bietet die isländische Sprache mit 16 Wortstämmen. So heißt beispielsweise Schneefall fannkoma, schwerer Schneefall mit großen Flocken bei ruhigem Wetter hundslappadrífa, Pulverschnee lausamjöll und Schneefall bei Wind ofanbylur.
Die wahrscheinlich umfangreichste Schneeterminologie besitzt das Scots mit 421 Termini, wie snaw „Schnee“, sneesl „leicht zu schneien beginnen“, feuchter „leichtes Schneien“, spitters „kleine Schneeflocken im Wind“, skelf, „große Schneeflocke“, blin-drift „Schneeverwehung“, snaw-pouther „feines Schneetreiben“, flindrikin „leichter Schneeschauer“, feefle „herumwirbelnder Schnee“, snaw-ghast „Erscheinung im Schnee“. Zwar schneit es in Schottland nicht besonders häufig, aber die Tatsache, dass auch andere Domänen des meteorologischen Vokabulars eine ähnliche Ausprägung aufweisen, scheint darauf hinzudeuten, dass in Schottland über Wetter gerne sehr differenziert gesprochen wird.

## Literarisches Echo
Ein literarisches Echo fand das Phänomen in Kathrin Passigs Erzählung „Sie befinden sich hier“, mit der sie 2006 den Ingeborg-Bachmann-Preis gewann:

„Eskimos haben, wie einfallslose Mitmenschen an dieser Stelle gern in die Konversation einwerfen, unzählige Wörter für Schnee. Vermutlich soll damit auf die abgestumpfte Naturwahrnehmung des Stadtbewohners hingewiesen werden. Ich habe keine Geduld mit den Nachbetern dieser banalen Behauptung. Die Eskimosprachen sind polysynthetisch, was bedeutet, dass selbst selten gebrauchte Wendungen wie ‚Schnee, der auf ein rotes T-Shirt fällt‘ in einem einzigen Wort zusammengefasst werden. Es ist so ermüdend, das immer wieder erklären zu müssen.“

Auch in Siegfried Friesekes metalinguistischem Roman GLIBBER bis GRÄZIST (2011) wird auf den modernen Mythos angespielt:

„‚[…] Diese Gauchos haben mehr Wörter für ihre Gäule als die Eskimos für Schnee …‘

‚Diese Vergleichsgröße solltest du aus deiner Kosmovision streichen. – Du blamierst dich damit vor jedem, der die Anfangsgründe der Linguistik gemeistert hat.‘

‚Verwünscht! Was stimmt daran nicht?‘

‚Alles. «Die» Eskimosprache gibt es nicht; die Definition von Wort ist in agglutinierenden Grammatiken noch epinöser als anderswo, und Leute, die sich damit auskennen, haben nirgendwo eine nennenswert höhere Anzahl von Basislexemen für «Schnee» gefunden als, sagen wir, im Oberbairischen.‘

‚Man sitzt so vielen Mythen auf … […]‘“

Ebenfalls wurde dieser Irrtum überspitzt in dem 2013 von K.I.Z veröffentlichten Lied „Ein Affe und ein Pferd“ von Tarek als Punchline aufgegriffen und in diesem Kontext als Anspielung auf die Droge Kokain verwendet.

„Bullen hör’n mein Handy ab (Spricht er jetzt von Koks?)

Ich habe 50 Wörter für Schnee, wie Eskimos“

Eine Erwähnung des Mythos findet sich auch in Ulrich Woelks Roman Nacht ohne Engel (2017).